# Prosorhynchus facilis
Prosorhynchus facilis är en plattmaskart. Prosorhynchus facilis ingår i släktet Prosorhynchus och familjen Bucephalidae. Inga underarter finns listade i Catalogue of Life.